# چهارطاق مولاب
چهار طاقی های مولاب مورموری مربوط به دوره ساسانیان است و در بخش کلات مورموری روستای مولاب واقع شده و این اثر در تاریخ ۹ اردیبهشت ۱۳۸۲ با شمارهٔ ثبت ۸۴۴۷ به‌عنوان یکی از آثار ملی ایران به ثبت رسیده‌است.